# Ropovod Baku–Tbilisi–Ceyhan

Mapa existujících a plánovaných ropovodů a plynovodů z Baku

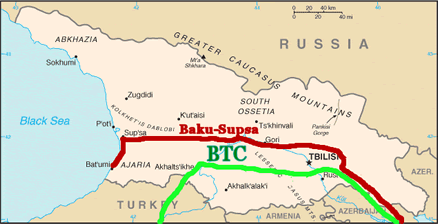
Ropovody BTC a Baku-Supsa v Gruzii

Ropovod Baku–Tbilisi–Ceyhan (užívá se též zkrácený název ropovod BTC) je ropovod, který vede 1768 kilometrů z naftových polí Azeri-Širag-Gunešli v Kaspickém moři do Středozemního moře.
Spojuje Baku, hlavní město Ázerbájdžánu, Tbilisi, hlavní město Gruzie a Ceyhan, přístav na severovýchodním břehu Středozemního moře v Turecku, odtud vznikl jeho název.
Je druhým nejdelším ropovodem na světě po ropovodu Družba. Jeho trasa vede paralelně s Jihokavkazským plynovodem.
První nafta byla vyčerpána z Baku 10. května 2005 a do Ceyhanu dotekla 28. května 2006.
Ropovod byl součástí hlavní zápletky filmu Jeden svět nestačí ze série o fiktivním agentovi MI6 Jamesi Bondovi.

## Souhrnné údaje
- zdroj ropy: ropná pole v Ázerbájdžánu – Azeri, Širag a Gunešli (0,5 % světových ověřených zásob)
- šířka potrubí: > 1m
- délka potrubí: 1 768 km (443 km v Ázerbájdžánu, 249 km v Gruzii a 1 076 km v Turecku)
- rychlost a objem průtoku: 1 milion barelů ropy denně (bpd) rychlostí 2 m/s
- nejvyšší úsek: 2 800 m nad mořem
- hodnota stavby: cca 3,4 miliardy USD

## Podílníci
Ropovod vlastní společnost BTC Pipeline Company, jejíž podílníky jsou:
- BP (Spojené království): 30,1%
- Ázerbájdžánská státní ropná společnost (SOCAR) (Ázerbájdžán): 25,0%
- Chevron (USA): 8,90%
- StatoilHydro (Norsko): 8,71%
- Türkiye Petrolleri Anonim Ortaklığı (TPAO) (Turecko): 6,53%
- Eni/Agip (Itálie): 5,00%
- Total (Francie): 5,0%
- Itochu (Japonsko): 3,4%
- Inpex (Japonsko): 2,50%
- ConocoPhillips (USA): 2,50%
- Hess Corporation (USA) 2,36%

## Originální názvy
- ázerbájdžánsky Bakı-Tbilisi-Ceyhan boru xətti
- gruzínsky ბაქო-თბილისი-ჯეიხანის ნავთობსადენი
- turecky Bakü Tiflis Ceyhan Petrol Boru Hattı
- anglicky Baku-Tbilisi-Ceyhan pipeline